# Sancti-Spíritus, Badajoz
Sancti-Spíritus là một đô thị trong tỉnh Badajoz, Extremadura, Tây Ban Nha. Dân số 250 người và diện tích 33.50 km².